# Anastasija Blizniuk
Anastasija Iljiniczna Blizniuk, ros. Анастасия Ильинична Близнюк (ur. 28 czerwca 1994 w Zaporożu) – rosyjska gimnastyczka artystyczna, złota medalistka olimpijska, 2-krotna mistrzyni Europy.

## Ordery i odznaczenia
- Order Przyjaźni (13 sierpnia 2012 roku) - za wielki wkład w rozwój kultury fizycznej i sportu, wysokie osiągnięcia na XXX Letnich Igrzyskach Olimpijskich w Londynie (Wielka Brytania)[2]
- Zasłużony Mistrz Sportu (20 sierpnia 2012 roku)